# Musée Bonnat-Helleu
Pour les articles homonymes, voir Bonnat (homonymie) et Helleu.
Le musée Bonnat-Helleu est le musée des Beaux-Arts de la ville de Bayonne dans les Pyrénées-Atlantiques, comportant notamment un grand nombre d'œuvres des peintres Léon Bonnat et Paul César Helleu.
Il est fermé depuis le 11 avril 2011 pour agrandissement et modernisation jusqu'au second semestre 2025. Seuls la documentation et le cabinet des dessins restent accessibles aux étudiants et aux chercheurs.
L'annonce de la réouverture au public, en novembre 2025, a été faite par le directeur de l'établissement nouvellement nommé, Barthélémy Etchegoyen-Glama.

## Historique

### Le bâtiment
Le bâtiment a été construit à la fin du XIXe siècle par l'architecte Charles Planckaert membre de l'Institut.
Sa construction fait suite à l'incendie qui ravagea la mairie de Bayonne en décembre 1889, au cours duquel une grande partie des archives et des collections possédées par la ville furent détruites. Le bâtiment avait à l'origine une quadruple vocation : archives, bibliothèque, musée de peinture et muséum.
Inauguré en 1901, la première pierre ayant été posée en 1896 par le maire Léo Pouzac, il est situé dans le petit Bayonne et est depuis 1976 totalement dédié au musée. Celui-ci a porté, jusqu'en 2011, le nom de « musée Léon-Bonnat » en l’honneur du peintre Léon Bonnat né à Bayonne en 1833. Depuis cette date, son nouveau nom est officiellement « musée Bonnat-Helleu, musée des Beaux-Arts de Bayonne », car le musée accueille depuis quelques années un des fonds les plus importants des œuvres de Paul Helleu, grâce à la générosité de la fille de cet artiste, Paulette Howard-Johnston.
À la suite de sa fermeture en 2011, un projet architectural a été adopté en 2016 afin de faciliter sa restructuration et d'en doubler la surface lui permettant à terme de passer de 2 000 à 5 000 m2 par l'annexion du bâtiment voisin de l'école primaire du Petit Bayonne. Les élèves qui devaient rejoindre une autre école du centre-ville ont été accueillis en 2017 dans un nouveau bâtiment toujours au sein de ce quartier. La réouverture du musée, rénové et étendu, initialement annoncée pour 2021 est repoussée à 2025. Le nouvel ensemble se caractérise par une reprise de certaines façades, une circulation par l'ancienne école et sa cour et l'ajout de nouveaux espaces de service et un travail autour du patio central historique,.

## Les collections

### Historique des collections
Le peintre Léon Bonnat a légué une partie de son œuvre à la ville en 1891, ainsi qu'une remarquable collection de peintures, dessins anciens et sculptures constituée de 1880 à 1900,. Le legs de Léon Bonnat lança véritablement le musée de la ville de Bayonne parmi les grands musées français, statut renforcé par la suite grâce à de nombreux autres dons et legs :
- Legs Derrecagaix en 1921 de série d'esquisses de Rubens.
- Collection Antonin Personnaz en 1936 de toiles Impressionnistes (Lebourg, Guillaumin) et Nabis (Maurice Denis).
- Achat en 1983-1984 de 30 terres cuites de la seconde moitié du XVIIIe siècle (Pajou, Clodion...) provenant de la collection de Paul Cailleux.
- Donation de Paulette Howard-Johnston en 1988 d’une centaine de tableaux et estampes de Paul Helleu, son père, complétée par le legs de ses nièces, mesdames de Kermaingant et Orosdi.
- Legs Petithory en 1992-1995 d'objets d'art, bronzes, toiles maniéristes et 186 dessins italiens et français (Federico Barocci, Francesco Salviati, Charles Le Brun, François Lemoyne, Greuze…).
- Legs de Paulette Howard-Johnston en 2010 de plus de 200 œuvres principalement de Paul Helleu (peintures, pastels, dessins,  estampes), objets et mobilier.
- Donation de Carlotta Edwina Gray Hadley, petite-fille du peintre impressionniste américain William Samuel Horton, en 2021 d'un ensemble de 31 œuvres, des paysages essentiellement, dont 28 de son grand-père et 3 d'Edward Le Bas, frère de la belle fille de W. S. Horton, à la suite de sa précédente donation de 469 dessins réalisés par son grand-père au cours de ses voyages européens[11],[12].

D'autres personnalités, telles que le baron Alphonse de Rothschild et localement Jules Labat, Henri Durand et Ernest Lafond contribuèrent, par leurs dons, à la prospérité du musée.
Le musée conserve près de 7 000 œuvres, dont 1 200 peintures et environ 3 000 dessins et estampes. Il accueille depuis 1922 l'ensemble de dépôts du musée du Louvre le plus important avec près de 2 500 œuvres et les deux musées ont signé en novembre 2023 un partenariat de 5 ans pour la programmation d'expositions.

### Peinture

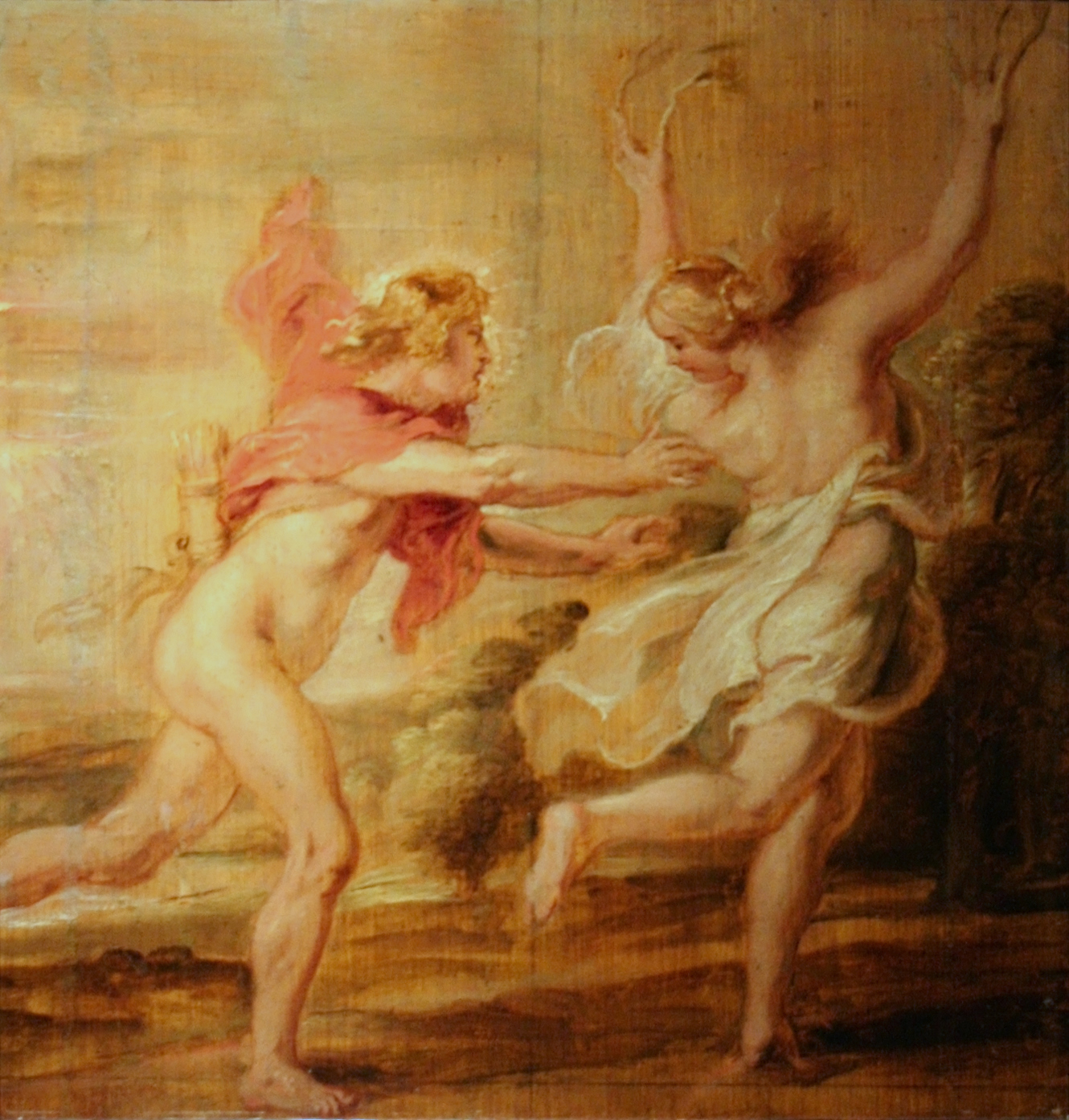
Apollon et Daphné par Rubens.

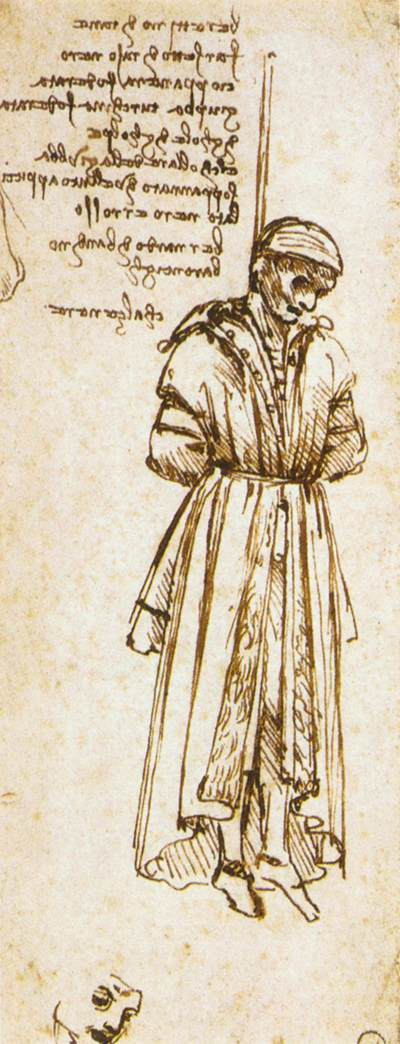
Pendaison de Bernardo di Bandino Baroncelli par Léonard de Vinci.

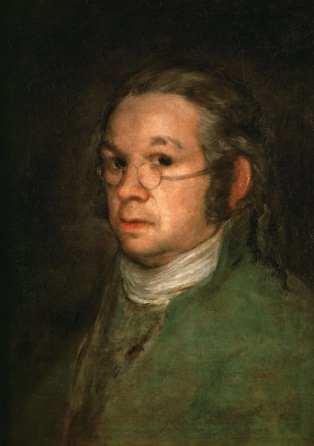
Autoportrait de Goya.

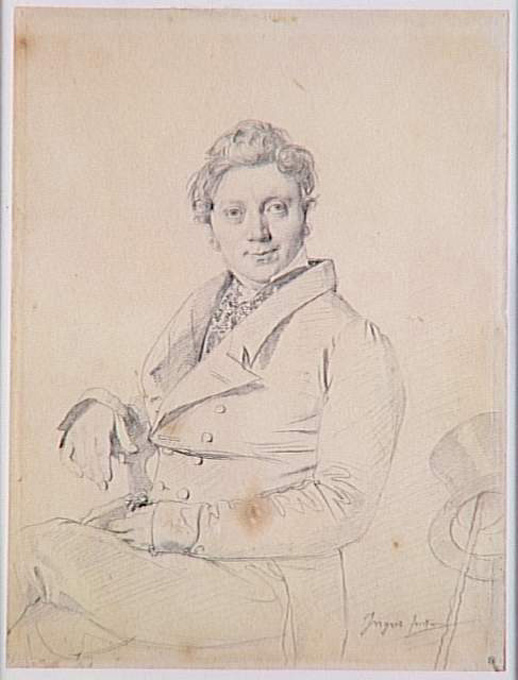
François Forster.
Portrait par Dominique Ingres.

Les principales écoles européennes de peinture depuis le XIVe siècle (écoles allemande, anglaise, espagnole, flamande, hollandaise, française et italienne) y sont représentées. L'Espagne, si proche de Bayonne, y figure naturellement en bonne place avec des tableaux de grands maîtres tels que le Greco (Saint Jérôme, Portrait du duc de Benavente), José de Ribera, Bartolomé Esteban Murillo, Alonso Cano et Francisco de Goya (trois tableaux dont un autoportrait et Don Francisco de Borja Tellez Giron, dixième duc d'Osuna) ainsi que de nombreux panneaux de maîtres aragonais et castillans du Moyen Âge. Les Flandres et les Pays-Bas du siècle d'or sont représentés avec de nombreuses esquisses de Rubens (comme La Découverte de la pourpre) et des tableaux de Van Dyck, de l'entourage de Rembrandt, Frans Hals, David Teniers le Jeune, Paulus Potter, Jan Fyt et Gérard de Lairesse entre autres. Le musée compte en outre quelques peintures de primitifs flamands. Pour l'Italie, on retrouve notamment les noms de Maso di Banco (triptyque issu de son atelier), Bernardo Daddi, Filippo Lippi, Dosso Dossi, Il Sassoferrato et Giambattista Tiepolo. L’École anglaise est elle aussi représentée par des peintres majeurs : des œuvres de Joshua Reynolds, Henry Raeburn, Thomas Lawrence, John Constable font partie de la collection. Une peinture d'Anton Raphael Mengs illustre le XVIIIe autrichien. Enfin, la peinture française ancienne est présente avec des œuvres de Corneille de Lyon, Simon Vouet ou encore Charles Le Brun. Mais la prépondérance est tout de même donnée aux maîtres français des trois premiers quarts du XIXe siècle avec (par ordre alphabétique) Boudin, Caillebotte, Corot, Courbet, David, Degas (deux portraits), Delacroix, Maurice Denis, Flandrin, Géricault, Girodet, Armand Guillaumin, Ingres, Albert Lebourg, Puvis de Chavannes (Doux Pays), Tony Robert-Fleury, Soumy et évidemment Bonnat lui-même.

### Sculptures et dessins
Le musée abrite également une importante collection de sculptures : Antoine-Louis Barye, Alexandre Falguière, Antonin Carlès, Pierre Julien… Les statues de la Vierge et du Christ (XIVe s.) par le maître de Rieux, provenant de la chapelle de Rieux à Toulouse.
L'exceptionnelle collection de dessins du musée - l'une des plus importantes de France, notamment pour sa qualité et la présence de noms rarissimes - compte environ 3500 dessins d'artistes parmi les plus célèbres de l'histoire de l'art. On retrouve les grands noms de chaque école de peinture, notamment italienne et française. Ainsi le dessin français comprend des ensembles de feuilles de Claude Gellée dit Le Lorrain, Pierre Puget, Charles Le Brun, Jean-Honoré Fragonard, François Boucher, Antoine Watteau, Jean-Baptiste Greuze, Hubert Robert, Ingres, Jacques-Louis David, Théodore Géricault ou encore Delacroix et Puvis de Chavannes. Pour l'Allemagne et la Hollande, on retrouve des ensembles exceptionnels d'œuvres d'Albrecht Dürer (dont certaines de ses célèbres et rarissimes aquarelles) et Rembrandt. Le dessin italien s'illustre magnifiquement avec des feuilles de Pisanello, Le Pérugin, Domenico Ghirlandaio, Léonard de Vinci, Lorenzo di Credi, Giovanni Bellini, Sandro Botticelli, Raphaël, Michel-Ange, Giulio Romano, Titien, Parmigianino, Le Corrège, Le Primatice, Polidoro da Caravaggio, Veronese, Federico Barocci, Annibale Carracci, Le Guerchin, Pierre de Cortone, Francesco Guardi, Giovanni Battista Piranesi. Enfin, pour l'Espagne, il faut mentionner les dessins de Goya.

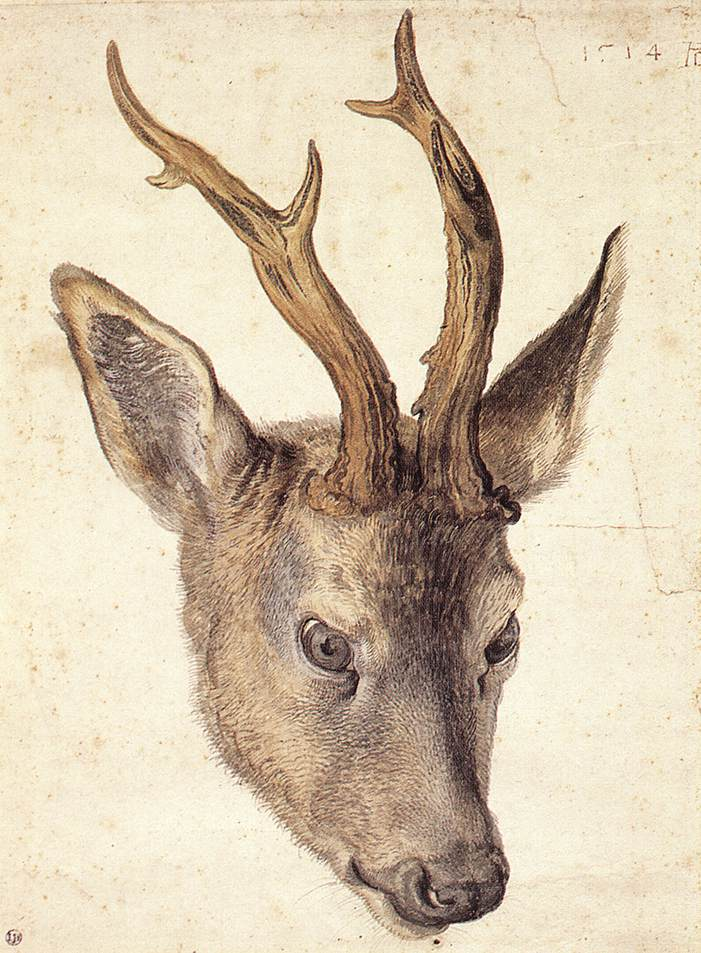
Albrecht Dürer, Tête de chevreuil, vers 1503, aquarelle.
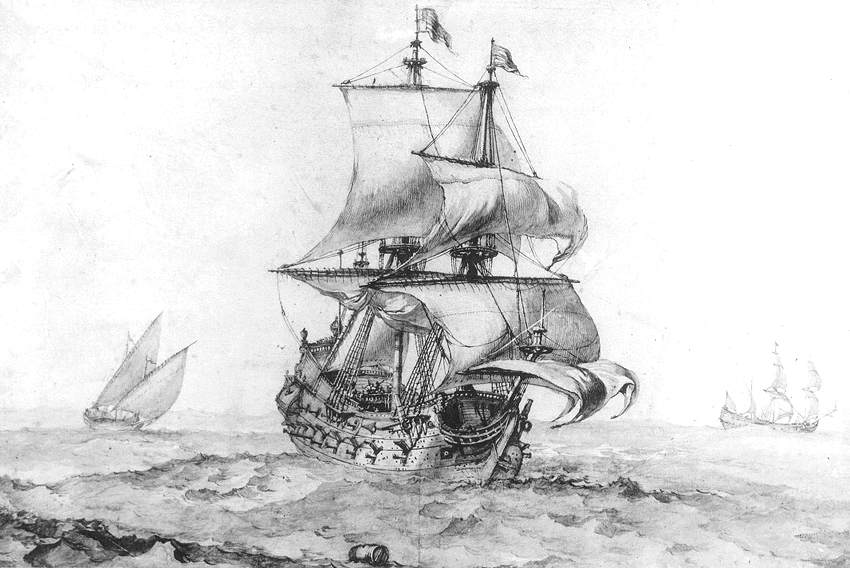
Pierre Puget, Grand navire de guerre, années 1670.
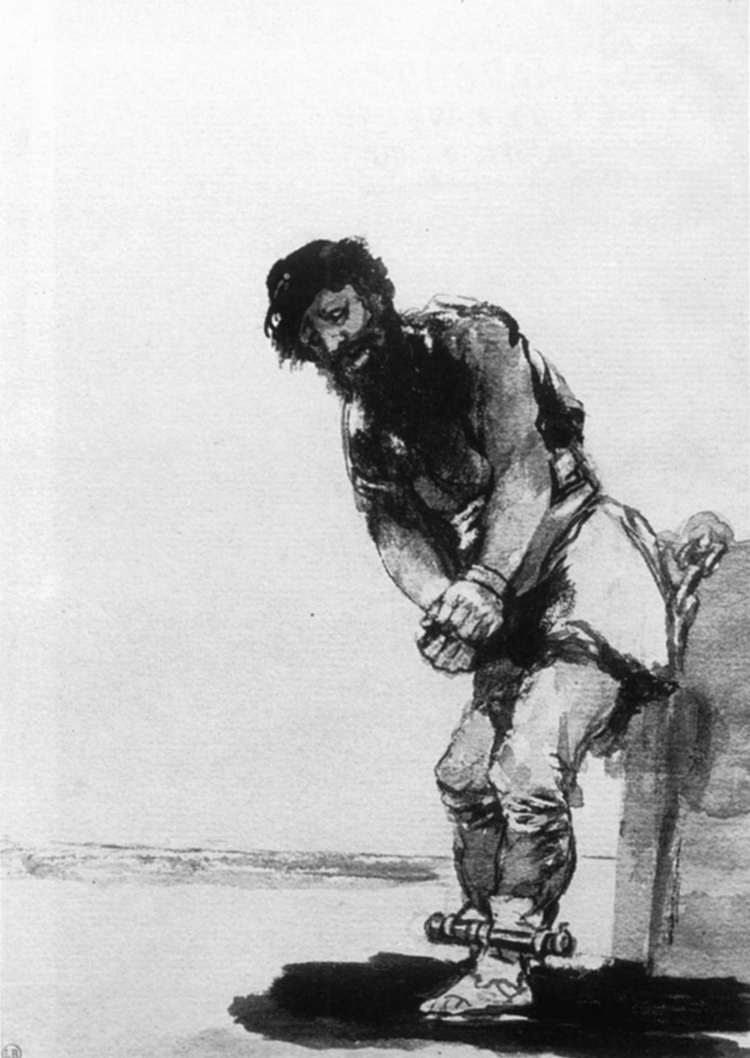
Francisco de Goya, Prisonnier enchaîné, entre 1806 et 1812, encre.
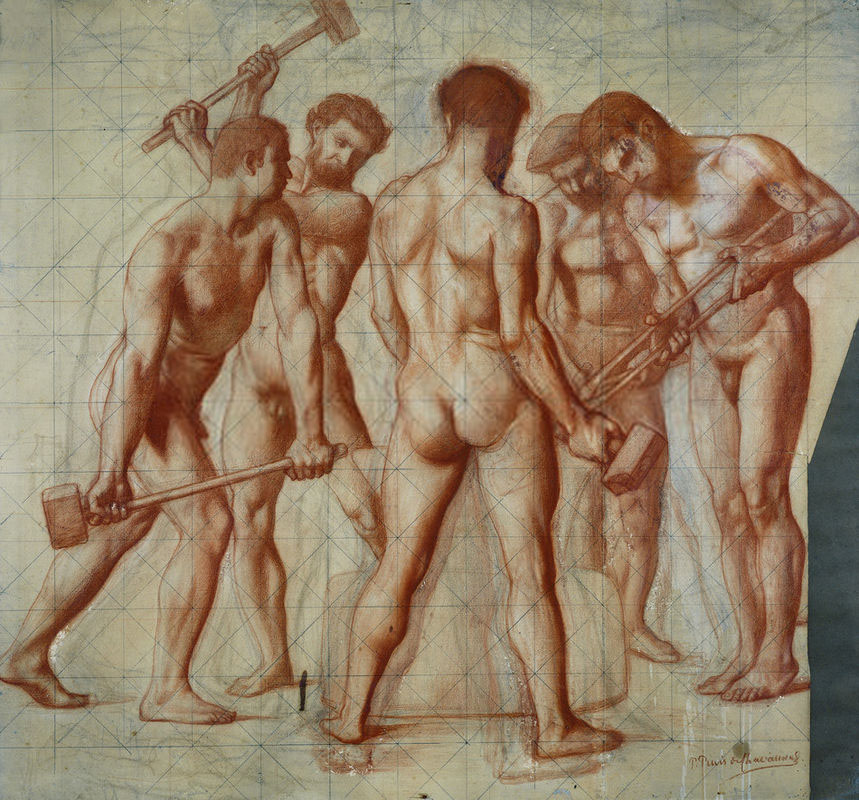
Pierre Puvis de Chavannes, Les Forgerons, étude pour l'Allégorie du travail, craie rouge sur papier.
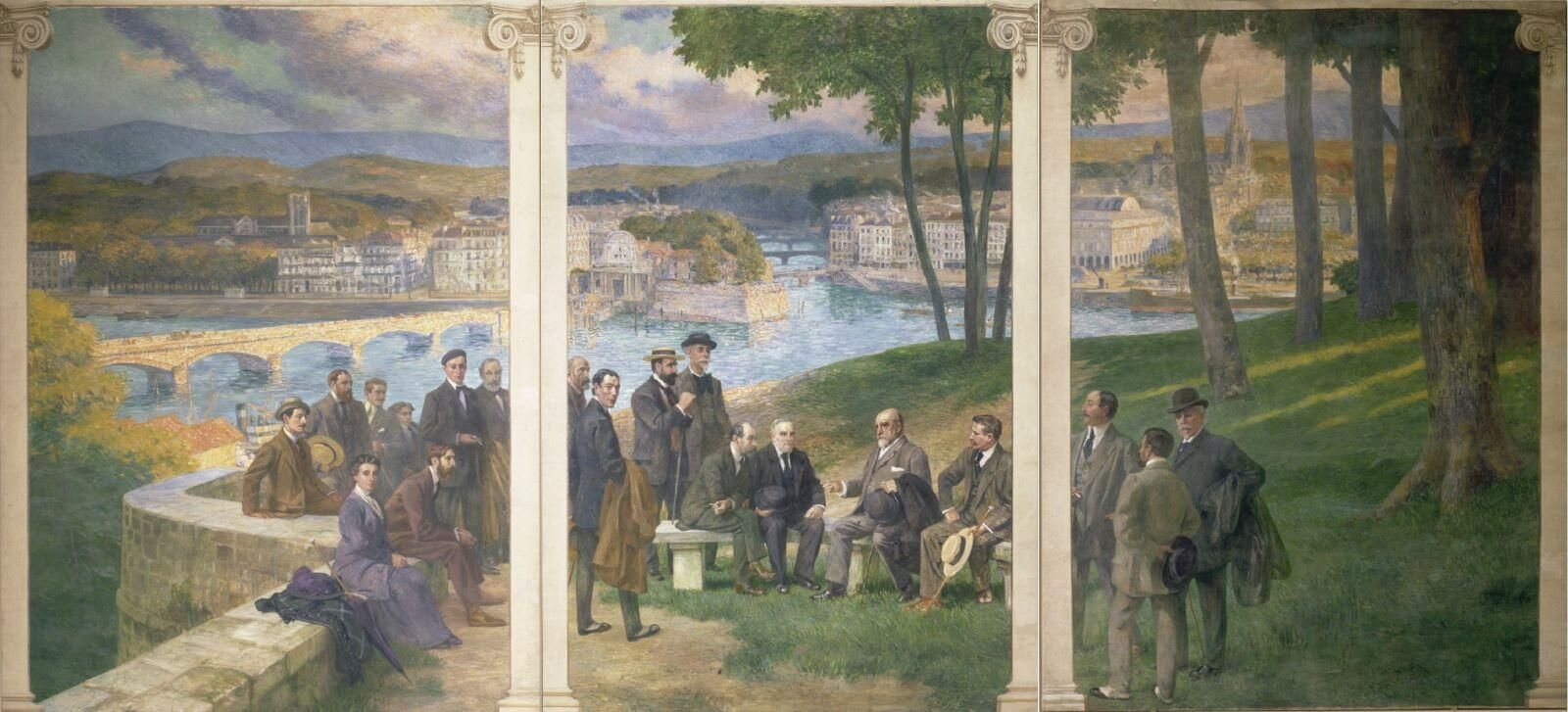
Henri-Achille Zo, Triptyque bayonnais ; Bonnat et ses élèves basques et béarnais, 1913, huile sur toile.